# إيزوبنتان
إيزوبنتان (التسمية النظامية الموصى بها هي 2-ميثيل البوتان) هو مركب عضوي من الهيدروكربونات صيغته الكيميائية C6H14 وهو أحد مصاواغات البنتان.

## الوفرة والتحضير
يحضر المركب بطرق صناعية من إجراء عملية مصاوغة لمركب نظامي الهبتان. يوجد المركب طبيعياً من ضمن مكونات الغاز الطبيعي المسال بنسبة أقل من 1%.

## الخواص
يوجد المركب في الشروط القياسية على شكل سائل عديم اللون قابل للاشتعال.

## الاستخدامات
يمزج إيزوبنتان مع النتروجين السائل لتأمين درجة حرارة منخفضة تصل إلى -160 °س. تستخدم تلك المغاطس الباردة في علم الأنسجة لإحداث عملية تجمد سريع للأنسجة.